# Peschadoires

Peschadoires este o comună în departamentul Puy-de-Dôme, Franța. În 1 ianuarie 2022 avea o populație de 2.103 de locuitori.